# Hersenoedeem
Een hersenoedeem is een zwelling van de hersenen. Dit kan veroorzaakt worden door een zware hersenschudding of door zuurstofgebrek. Dit gaat vaak gepaard met hevige hoofdpijn, shock en bewusteloosheid.
De bestrijding van het oedeem geschiedt meestal met bepaalde geneesmiddelen (bijvoorbeeld corticosteroïden) en vaak samen met beademing.